# Approches ascendante et descendante
Une approche ascendante (dite bottom-up) ou descendante (dite top-down) caractérise le principe général de fonctionnement d'une démarche procédurale. 
En première analyse, la distinction peut désigner le sens d'une démarche intellectuelle : 
- il peut s'agir d'une synthèse (ascendante) où l'on part du détail, du « bas », c'est-à-dire l'échelon le plus fin, pour consolider progressivement et opérer une synthèse ;
- il peut s'agir d'une analyse (descendante) où, partant de l'ensemble, on décompose en éléments toujours plus détaillés, pour déboucher sur une « mise à plat », une « dissection totale », un état des lieux de l'objet étudié.

Par extension, la distinction peut désigner le mode d'animation et de pilotage d'une démarche : 
- il peut s'agir d'un pilotage participatif (ascendant) où le fil directeur de l'animation démarre des perceptions et initiatives de l'échelon le plus « bas » (au sens hiérarchique) ou le plus « terrain » (au sens opérationnel) pour être répercutées, déclinées et prises en compte par les échelons supérieurs ;
- il peut s'agir aussi d'un pilotage directif (descendant) où, au contraire, le fil directeur de l'animation est actionné par la hiérarchie. Les échelons « subordonnés » ayant pour fonction de mettre en forme, d'exécuter, de déduire, d'améliorer les consignes prescrites.

## Approche ascendante
Une approche dite ascendante, ou approche bottom-up (« de bas en haut » en français), se caractérise par une suite de processus qui apportent chacun une partie fondamentale de l'édifice qu'elle cherche à produire, à partir d'éléments de base.

### Exemples
- L'assemblage de pièces : construction d'une maison, montage d'un kit, briques de Lego…
- En management, l'ascendant désigne les processus au sein d'une organisation qui prennent leur origine en bas de l'échelle.
- Dans le cadre de la recherche (terme notamment employé en informatique), l'approche ascendante tente de faire émerger des théories de la pratique.
- Gestion des problèmes écologiques par le bas par les populations des hautes terres de la Nouvelle-Guinée et de l'île de Tikopia[1].
- Gestion de campagnes politiques basées sur la proactivité d'une base militante.

## Approche descendante
Une approche dite descendante, ou approche top-down (« de haut en bas » en français), implique des processus qui, à partir d'un apport de matière première brute, visent à forger celle-ci, à la transformer par étapes (raffinement) en vue d'y apporter une valeur ajoutée en augmentant la complexité de l'ensemble.
Par analogie, dans les domaines techniques, cette approche consiste à concevoir le sujet d'études ou le produit dans les grandes lignes, puis, itérativement, à s'intéresser à des détails de plus en plus fins. 
L'approche descendante permet de délimiter et de conceptualiser rapidement le projet et de le diviser en sous-parties aisément manipulables. Elle permet donc d'avoir une vue globale du projet final et de donner une estimation rapide, bien qu'approximative, de sa complexité et de son coût.

### Exemples
- Le travail d'une matière brute pour créer un objet plus élaboré : usinage d'une pièce, taille d'un bloc de pierre par un artiste sculpteur…
- L'ébauche d'un dessin, avant le détail.
- La conception d'un produit en suivant un cahier des charges (décrivant un objectif dans sa globalité), entrant au fur et à mesure dans le détail des exigences : élaboration de circuits intégrés, conception logicielle…
- Gestion des problèmes écologiques par le haut du Japon de l'ère Togukawa[1].

## Comparaison des approches
En informatique on utilise les méthodes descendantes dans le domaine du développement, parce qu'on en maîtrise en principe déjà les concepts dans le cadre d'une théorie qu'on met en œuvre, et au contraire la méthode ascendante dans le cadre de la recherche, où on cherche à les faire émerger de la pratique.
Un important réquisitoire contre l'approche descendante a été dressé par Richard Feynman dans son rapport sur l'accident de la navette spatiale Challenger de 1986. Selon lui, l'approche descendante oblige à des décisions de conception prématurées et rend beaucoup plus difficile les corrections de design que l'approche ascendante où on part en permanence de ce qui est bien connu et solidement maîtrisé. Voir aussi émergence.